# Macrocera frigida
Macrocera frigida is een muggensoort uit de familie van de Keroplatidae. De wetenschappelijke naam van de soort is voor het eerst geldig gepubliceerd in 1923 door Sack.